# BN-1200
BN-1200は、ロシアのOKBMアフリカントフ社(元実験機械製造設計局、アトムエネルゴマシ子会社)によって開発が進められているナトリウム冷却高速増殖炉。世界原子力協会はBN-1200を商用炉に分類している。

## 概要
BN-1200は第4世代原子炉に準拠した安全性の向上と、MOX燃料での増殖比1.2～1.3ないし1.35の達成および窒化ウラン燃料での増殖比1.45達成を目標としている。また、BN-600をベースとしつつ、BN-600やBN-800に比べてサイズの大きい燃料集合体を採用し、燃料交換方式も単純化することを目標としている。また、炉内遮蔽体として炭化ホウ素を採用する可能性がある。
計画では熱出力は2,900MW(290万kW)、電気出力は1,220MWである。中間熱交換機における一次冷却材温度は550℃、蒸気発生器では527℃で、グロス熱効率は42%、正味熱効率は39%を予定している。安全性向上のため、一次系外部ナトリウム配管を削減するとともに受動的事故時除熱系を設置している。また、炉心設計寿命は60年を見込んでいる。
OKBM社はMOX燃料を装荷した最初の原子炉を2020年に運転開始し、2030年までにさらに8機を運転することを構想していた。サンクトペテルブルクアトムエネルゴプロジェクト(SPb AEP)も設計改良に参加する。第4世代原子炉を意識した設計がなされており、発電コストは0.65ルーブル/kWh(2.23セント/kWh)を想定している。ロスエネルゴアトムは設計作業に外国、特に中国やインドの専門家が参加することも想定している。
ロスアトムの科学技術委員会はスヴェルドロフスク州ザレーチヌイのベロヤルスク原子力発電所にBN-1200を建設し2020年にも運用することを承認した。ロスアトムは2012年初頭にBN-1200またはBN-1600あるいは鉛冷却高速炉のBREST-300を2基建設するという声明を出した。
2012年6月にはスヴェルドロフスク州政府がベロヤルスク原子力発電所5号機としてBN-1200の建設を承認した。技術的な設計作業は2013年には完了し、機器類の製造を2014年、現地工事を2015年に開始する予定であった。2017年の開発完了を予定していたが、ロスエネルゴアトムは2015年にBN-800を運転して得られる経験を燃料の設計に反映し、コスト面の問題を改善するために建設を無期限延期することを発表した。
2016年には2025年頃の着工が計画され、新設のサウスウラル原子力発電所1、2号機としての着工も検討されている。

## 設計
一次系・二次系の主循環ポンプや中間熱交換器、制御棒駆動機構等の主要設備についてはBN-600やBN-800の設計をほぼ踏襲しており、さらに以下のような設計改善が図られている。

### 受動安全機能の追加
受動的事故停止系の追加炉内ナトリウム温度の上昇により作動する、受動的な作動原理の制御棒を備える。
事故時除熱系の接続変更信頼性・安全性向上のため、受動的事故時除熱系を1次系に接続するように変更する(BN-600およびBN-800は2次系に接続)。

### 封じ込め機能の充実
ナトリウム漏洩の防止ナトリウムの外部漏洩の可能性を完全に排除するため、一次系ナトリウム浄化系を原子炉容器内に格納する。
事故時放出閉じ込め系の新設BN-600およびBN-800には設けられていなかった専用閉じ込め系を設置する。

### 経済性の向上
燃料交換頻度の削減炉心出力密度を約450MW/m3から約230MW/m3に下げ、燃料棒の直径を6.9mmから9.3mmに拡大することにより、先行炉で年2回だった燃料交換を年1回とする。これにより稼働率90%を確保する。
運転期間の延長炉心出力密度の低下により炉内構造物への中性子照射量が減少して劣化が抑制されるため、原子炉運転期間を60年に延長する。
蒸気発生器の大型化BN-600の運転成果により高い信頼性が実証されたため大型化して材料使用量を低減する。さらに寿命延長のため新しい構造材の採用を予定している。
燃料交換系の簡素化炉内保管庫での保管を2年に延長したことにより使用済み燃料の余熱が減少するため、冷却系を中心に簡素化する。中間貯蔵の際に水プールに輸送する前にナトリウムを洗い流すための「ナトリウム・ドラム」を削除する。